# 百歌颯鳴
『百歌颯鳴』（ひゃっかそうめい）は、CANTAの4枚目のオリジナル・アルバム。

## 概要
前作『NON-HOMOGENIZED』より約1年振りにリリースされたオリジナル・アルバム。
本作のタイトルの意味は、「世の中に数多くの歌が溢れる中、新風を吹き込む」である。
収録曲の「Pleasure Dome」は、会場限定で販売されていたマキシシングルであり、リメイクされ収録された。
初回限定盤と通常盤の2形態が用意され、初回限定盤には全6種類のトレーディングカードが1枚封入された。

## 収録曲
（全作詞・作曲：ルーク篁）
1. Hello!
2. SHINE
3. In My Room
4. etude
5. 破綻ライダーV3
6. 1959
7. Someday
8. Holy Knight
9. Pleasure Dome
10. Rainbow